# Lights (音乐人)
Lights（全名：Lights Valerie Poxleitner，1987年4月11日—）是一位加拿大电子流行乐女歌手和歌曲创作者，专长為流行电子音乐，代表作有《冰》（"Ice"）、《拯救者》（"Saviour"）、《倾听》（"The Listening"）等。她的第1张专辑和第2张专辑分别获得2009年和2015年的朱诺奖。

## 早年生活
Lights出生于加拿大安大略省提明斯地区，原名瓦乐瑞娅·安妮·珀科斯莱特勒(Valerie Anne Poxleitner)，父母是传教士。由于父母的职业需要，一家人经常搬到不同的地方住。她小时候在世界许多地方都待过，其中包括菲律宾、牙买加、加拿大安大略以及加拿大不列颠哥伦比亚。18岁时，她迁居多伦多，同时正式更名为Lights。

## 音乐生涯

### 2006–07: 起步
Lights为Sony/ATV Music Publishing创作歌曲，由此开始她的事业。Lights也是电视剧《一举成名》的音乐创作人员之一。她和卢克·麦克马斯特(Luke McMaster)一起创作了一首《完美》("Perfect")。这首歌由《一举成名》中的一位角色尤德·哈里森(Jude Harrison)所演唱，饰演者是加拿大女歌手兼演员阿莱克兹·约翰逊。
2006年后半年，她与加拿大摄影师马克·洛斯特拉克(Marc Lostracco)合作，为一部索尼宣传片拍摄她的第一部MV，《二月的气息》("February Air")。但是，索尼却从未确认有过这样的合同。
2007年，她被Jian Ghomeshi发掘。自那时起，后者一直担任她的经纪人长达8年。

### 2008–09: 《光儿》与《倾听》的推出
2008年4月22日，她在iTunes上发售了同名迷你专辑《光儿》("Lights")。
2008年8月，她与秘密行动唱片签约了一张唱片，同时也与华纳兄弟唱片公司和狗舍唱片签订了合作协议。同时她的歌曲《牵动我的灵魂》("Drive My Soul")在加拿大热门歌曲百强榜上取得了第18名的成绩。协议签署后，《光儿》又以CD实体版的形式于9月16日发售。她的第二首单曲《二月的气息》在2008年年初曾被老海军服饰公司用作商业宣传曲，但等到2008年12月才正式发售。
2009年，她在加拿大电台公布了自己的第三首单曲，取名为《冰》("Ice")，并在自己的MySpace上放出了自己在家中为歌曲制作的视频。2009年11月10日，她在加拿大发售了为《冰》制作的第二部视频，次日又在美国发售。2009年8月10日，她推出了歌曲《拯救者》("Saviour")的MV。在音乐网站Hall-Musique对其的一次访问中，Lights曾表示希望能赶在2010年初在欧洲发售自己的首张专辑。
《倾听》于9月22日在加拿大发售，10月6日当她离开“秘密行动”唱片公司并开办自己的唱片公司Lights Music后在美国发售。专辑封面公布后，根据她自己的说法，整个封面设计是受到了漫画《守护者》、《美少女战士》以及电影《28日后》的启发而作的。Light在同一采访中谈到每次新歌在加拿大发售的时间常常比在美国发售的时间优先的原因时，她表示“加拿大非常特别，它使我热爱上了生活”("Cause Canada's special, cause Canada's the reason I love life")。

### 2010–2013: 《不插电》EP和《西伯利亚》
2010年1月至5月，她与同时期合成流行音乐艺人猫头鹰之城一同环游了加拿大、美国和欧洲。Lights参与演唱了猫头鹰之城的歌曲《游艇俱乐部》("The Yacht Club")。这首歌收录于专辑《闪耀和美丽的一切》("All Things Bright and Beautiful")，发售时间是2011年6月14日。猫头鹰之城另有一首《车灯下呆若木鸡的小鹿》("Deer in the Headlights")，Lights也在其MV中出镜。2010年她也加入2010年夏季的莉莉斯艺人巡游展览会官方阵容。2010年五月，她一个人去英国巡演了2周，加拿大艺人里奇·奥科因(Rich Aucoin)为她的多数演出提供了资助。
2010年7月，Lights发售了迷你专辑《不插电》("Acoustic")。她首次演绎这张专辑的地点是滑铁卢大学，她也是在这里获得了该专辑的大部分创作灵感。同月，她开始花旗国6日巡游，沿途以不插电的形式演唱自己的歌曲。
与“Last Gang”唱片公司签约后，其第2张专辑《西伯利亚》("Siberia")因受唱片公司执行官的批评(criticism)的影响而推迟发售。“Last Gang”唱片公司不愿透露关于推迟原因的具体细节。完整长度的专辑于2011年10月4日同时在美国和加拿大发售，10月28日在澳大利亚的iTunes在线音乐商店上架。《西伯利亚》得到了许多评论家的正面点评，并被提名为朱诺奖之年度最佳流行乐专辑。Lights说专辑《西伯利亚》中她最喜欢的歌曲是《涌动与流转》("Flux and Flow")。
2013年4月30日，专辑《<西伯利亚>之不插电版》发售。这张专辑收录了Lights与加拿大法语女歌手海盗之心合唱的歌曲《<和平标志>之不插电版》。

### 2014–现今：专辑《小机器》
2014年7月22日，她推出了新专辑的主打单曲《走起》("Up We Go")，且其尚未发售的专辑《小机器》("Little Machines")已能在iTunes上预定。该专辑于9月23日在美国和加拿大发售。
2014年10月31日，Lights和已共事8年的经纪人Jian Ghomeshi结束合作。

## 奖项
在2009年3月在多伦多举办的加拿大音乐周上，Lights获得了独立音乐奖之“最受喜爱独唱艺人”，其单曲《牵动我的灵魂》获得了星媒电台“最受喜爱单曲”奖。《牵动我的灵魂》还获得了“最佳新晋奖”之“大热AC及CHR”(Hot AC and CHR)奖。
她获得过2009年朱诺奖之最佳新艺人奖。
Lights参与了“Ten Second Epic”推出的专辑《故乡》("Hometown")中一首名为《每一天》("Every Day")的歌曲的演唱，并在MV中出镜。这首歌收录于加拿大音乐多多频道推出的群星歌曲整编专辑《极抢眼旋律：第14弹》中，其MV也获得2010年音乐多多频道视频大奖之最佳独立MV的题名。
2010年，单曲《牵动我的灵魂》被提名为独立音乐奖之“年度MV”，她本人则获得了独立音乐奖之“年度流行艺人”的提名。专辑《倾听》也获过朱诺奖之“年度流行专辑”的提名。
2010年11月，专辑《倾听》因销量超过4万份，获得了加拿大音乐协会颁发的金唱片认证。她在2010年11月18日的多伦多音乐会上展示了自己的奖杯。
2012年2月，专辑《西伯利亚》曾被提名为朱诺奖之年度流行专辑(Pop Album of the Year)。2015年初，Lights的专辑《小机器》获得2015年朱诺奖之最佳流行专辑奖。

## 个人生活
Lights喜欢画卡通漫画，还喜欢纹身。她家中养了一只猫和一只狼蛛。
自2008年初起，Lights周游了美、加两国的五大湖周边区域城市。2008年末，她前往美国旅行。
2009年11月，Lights同英国基音乐团一同进行了加拿大/太平洋西北大环游。2009年下半年，她又同小路与田野之星乐队共同环游了整个美国和加拿大。

### 婚姻
2011年8月30日，Lights与后硬核乐队Blessthefall现任主唱保·博坎订婚。他们于2012年5月12日正式结婚。2014年2月15日，他们的女儿婼凯特·薇尔德·博坎(Rocket Wild Bokan)出生。

## 杂记
歌名“Toes”是“Got sb on toes”的略称，指某事物具有强烈的吸引力，使人全神贯注于其中，无法转移注意力。歌名“Everybody Breaks a Glass”的含义，是源于建筑物内的消防栓玻璃窗上常写有“如遇紧急情况，请打破玻璃”("In Case of Emergency, Break Glass")字样。当建筑物突然起大火时，就必须打破玻璃，然后使用消防窗内的灭火器材尽可能地挽回财产损失，比喻大家在没有退路时不得不采取的应急措施。这首歌的主题就是生活中不断躲避麻烦的人们最终无路可退时，就应该勇敢地面对挑战。歌名“Deer in the Headlights”原指黑夜中的小鹿被车灯突然晃到眼时，会因为害怕和紧张而呆在原地不知所措，也比喻人一时过于紧张焦虑而慌了神或是找不到方向。猎人常用这种方式猎杀鹿，现在已成为非法的打猎方式。
lights的父亲在《牵动我的灵魂》的MV中有亮相。
Lights有一些反战主题的歌曲，如《和平标志》("Piece Sign")和《横幅》("Banner")。与她合唱过《<和平标志>之不插电版》的女歌手海盗之心，本名为碧翠斯·马丁(Béatrice Martin)，而“Martin”一词虽在法语中意为“早晨”，但作为人名时也有“尚武者/好斗者”之意，来源于罗马神话战神玛尔斯。
她在约书亚·杰克逊2008年主演的加拿大喜剧电影《一周》之原声大碟中，参与了《本》("Ben"，即该电影主角名)和《攀登》("Climbing")两首歌的演唱。

## 音乐作品

### 录音室专辑
- 《倾听（英语：The Listening (Lights album)）》("The Listening") (2009)
- 《西伯利亚》("Siberia") (2011)
- 《“西伯利亚”之不插电版》("Siberia Acoustic") (2013)
- 《小机器》("Little Machines") (2014)

### 衍伸作品
- 《光儿 (EP)》("Lights") (2008)
- 《不插电》("Acoustic (Lights EP)") (2010)
- 《“西伯利亚”之混音版》("Siberia (Remixed)") (2012)
- 《iTunes在线发售版》("iTunes Session") (2012)